# Huai II
Huai II (? – 206 v.Chr.) was koning van de Chinese staat Chu en korte tijd in naam de keizer over de Achttien Koninkrijken.
Hij was de kleinzoon van koning Huai I van Chu. Met de opkomst van de Qin-dynastie in 221 v.Chr. was de staat Chu opgeheven. In 208 v.Chr. besloten de opstandelingenleiders Xiang Yu en Xiang Yan het koningschap in Chu echter weer te herstellen en kroonden hiervoor Huai II. In 206 v.Chr., na de val van de Qin-dynastie, kwam Huai II in conflict met Xiang Yu die zelf het koningschap van Chu nastreefde. Aanvankelijk leken de partijen tot een vergelijk te kunnen komen, waarbij Huai II zelfs de titel 'Rechtmatige Keizer' toegekend kreeg, maar tijdens een gedwongen verhuizing van Huai II van de Chu-hoofdstad Pengcheng naar Chenxian (in de huidige provincie Hunan) liet Xiang Yu hem vermoorden.